# Am avut din nou același vis
Am avut din nou același vis (また、同じ夢を見ていた Mata, Onaji Yume o Mite Ita?) este un roman japonez scris de Yoru Sumino și ilustrat de Ioundraw. Futabasha a publicat volumul în Japonia pe 19 februarie 2016. O traducere în limba română de către editura Alice Books în colecția Kokoro, o colecție pentru light novel-uri, a fost anunțată pentru prima oară la finalul romanului Ea și pisica ei, tradus în 2022, iar pe 27 februarie 2025 a apărut într-o reclamă pentru a cincea ediție a festivalului de animație japoneză Izanagi, urmând ca pe 5 martie 2025 să fie anunțat și pe rețelele de socializare că va apărea în curând. Pe 2 aprilie 2025 a fost lansat romanul.
O adaptare manga omonim, netradusă în română, ilustrată de Idumi Kirihara, a început serializarea în fosta revistă Monthly Action a lui Futabasha pe 23 septembrie 2017 și s-a încheiat pe 25 august 2018. Capitolele au fost colectate în trei volume tankōbon.

## Descriere
O fetiță nefericită care își face rău, o femeie ostracizată de societate și o bătrână care vrea să-și trăiască ultimii ani în tihnă – ce ar putea avea în comun aceste trei personaje atât de diferite? Asta încearcă să afle școlărița Koyanagi Nanoka. După ce profesoara ei îi cere să definească „fericirea”, Nanoka își propune să le cunoască pe aceste trei străine – și, poate, prin intermediul lor, să se cunoască și pe ea însăși.